# Тамаченки
Тамаченки — деревня в Кезском районе Удмуртской республики.

## География
Находится в северо-восточной части Удмуртии на расстоянии приблизительно 19 км на запад-юго-запад по прямой от районного центра поселка Кез.

## История
Известна с 1873 года как починок Озонской у речки Николаевской с 3 дворами. В 1905 году 8 дворов, в 1924 (Тамаченки или Тамакгурт) — 9. С 1932 года деревня. До 2021 года входила в состав Чепецкого сельского поселения.

## Население
Постоянное население составляло 17 человек (1873), 71 (1905), 86 (1924, все удмурты), 82 человека в 2002 году (удмурты 98 %), 60 в 2012.